# 張孟明
張 孟明（ちょう もうめい、生没年不詳、在位488年頃 - 496年頃）は、高昌国の王。敦煌郡出身の漢人。
488年頃、高昌王の闞首帰が高車王の可至羅に殺されると、張孟明が擁立されて王となった。496年頃、国人に殺され、馬儒が擁立されて王となった。